# Aristolochia colombiana
Aristolochia colombiana là một loài thực vật có hoa trong họ Aristolochiaceae. Loài này được F.González mô tả khoa học đầu tiên năm 2000.